# Bélgica en los Juegos Olímpicos de Lake Placid 1980
Bélgica estuvo representada en los Juegos Olímpicos de Lake Placid 1980 por un total de 2 deportistas que compitieron en esquí alpino.  
El portador de la bandera en la ceremonia de apertura fue el esquiador Henri Mollin. El equipo olímpico belga no obtuvo ninguna medalla en estos Juegos.